# William de Beauchamp, IX conte di Warwick
William de Beauchamp (Elmley Castle, 1237 – Elmley Castle, 1298) fu il nono conte di Warwick.

## Biografia
Era figlio di Isabel de Maudit e William de Beauchamp, proprietario del Castello di Elmley.
Dallo zio materno William de Maudit, morto senza figli, ereditò la contea di Warwick mentre alla morte della madre nel 1268 ottenne il governo del Worcestershire.
Fu un comandante militare vigoroso ed innovativo. Fu attivo nelle spedizioni in Galles volute nel 1277 da Edoardo I d'Inghilterra, di cui William fu fedele sostenitore.
Nel 1294 sollevò l'assedio intorno al Castello di Conwy, dove il re era stato rinchiuso, attraversando l'estuario..
Il 5 marzo 1295 vinse la Battaglia di Maes Moydog, contro il ribelle principe di Galles Madog ap Llywelyn. William ebbe infatti l'idea di attaccare di nuovo la fanteria gallese usando la cavalleria spingendola in modo compatto verso i suoi arcieri pronti a trafiggere i soldati gallesi.

## Matrimonio e discendenza
William sposò Maud Fitzjohn da cui ebbe due figli sopravvissuti all'infanzia:
- Isabella de Beauchamp, che sposò Sir Patrick de Chaworth e poi Hugh le Despenser, conte di Winchester;
- Guy de Beauchamp, X conte di Warwick, che sposò Alice de Toeni, vedova di Thomas de Leyburne.